# Qızılağac (Salyan)
Qızılağac è un comune dell'Azerbaigian situato nel distretto di Salyan. Conta una popolazione di 1 615 abitanti.